# Orthonama teja
Orthonama teja är en fjärilsart som beskrevs av Paul Dognin 1899. Orthonama teja ingår i släktet Orthonama och familjen mätare. Inga underarter finns listade i Catalogue of Life.